# Кондінське (Шатровський район)
Ко́ндінське (рос. Кондинское) — село у складі Шатровського району Курганської області, Росія. Адміністративний центр Кондінської сільської ради.
Населення — 489 осіб (2010, 604 у 2002).
Національний склад станом на 2002 рік: росіяни — 88 %.